# 三宅宣行
三宅 宣行（みやけ のりゆき、1975年9月20日 - ）は、熊本放送の元社員。元熊本県民テレビのアナウンサー。

## 来歴・人物
岡山県岡山市出身。広島修道大学法学部法律学科を卒業後、1999年に熊本県民テレビに入社。
2004年1月から「テレビタミン」のニュースキャスターに就任。2019年9月、その後継番組である、「てれビタ」のニュースキャスターを降板。2020年4月総務部専門部長。
2021年3月31日付で熊本県民テレビを退職。同年、在熊他局の熊本放送で報道記者として活動している。
プロ野球では広島東洋カープのファン。

## 担当番組

### ラジオ
- 江上浩子のニュース515
  - 取材音源のリポーターとして担当。

### テレビ
- 夕方LIVE ゲツキン!
  - ニュースリポーターをつとめ、希にスタジオでの解説や、重大ニュースが入った際は生中継のリポーターを担当することもある。

等

## 過去の担当番組
- KKTニュース[1]
- テレビタミン → てれビタ - ニュース担当[1]
- テレビタミンスペシャル 追跡2011 （2011年12月29日） - キャスター[5]
- テレビタミンニュースSP ネンロク! （2015年12月26日） - キャスター[6]
- ZERO×選挙（2016年7月10日） - 熊本県選挙区担当キャスター[7]
- 今、伝えたいこと〜熊本地震から半年〜（2016年10月15日） - キャスター[8]
- モッちゃんTV - 本橋馨休暇中の代理MC[9]